# Azteca subopaca
Azteca subopaca är en myrart som beskrevs av Auguste-Henri Forel 1899. Azteca subopaca ingår i släktet Azteca och familjen myror. Inga underarter finns listade.